# Ural-Batir

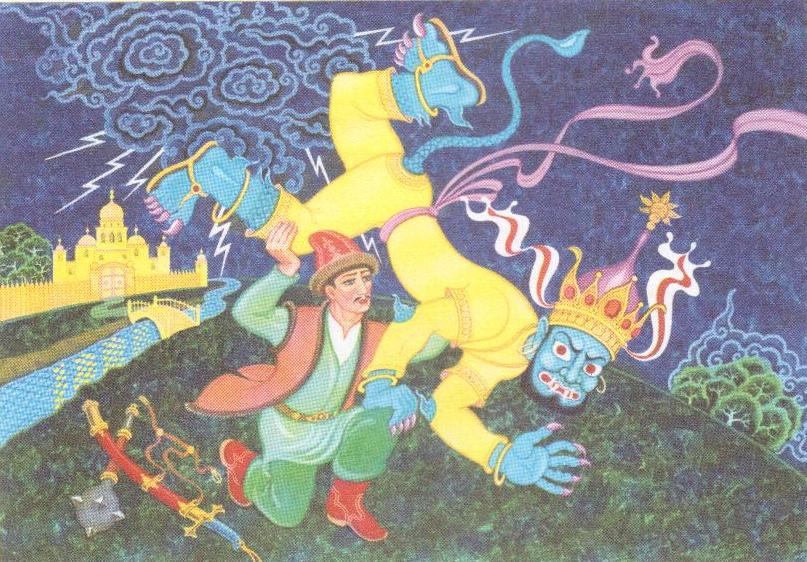
Ein junger Batir kämpft mit einem Diw.

Ural-Batir, auch Ural-Batyr (Baschkirisch: Урал-батыр; "Ural - der Held") ist das berühmteste Volksepos (Kubair) der Baschkiren. Es wurde im Jahre 1910 von dem baschkirischen Schriftsteller Muchamedscha Burangulow zum ersten Mal schriftlich festgehalten und gilt als eines der ältesten im Ural.

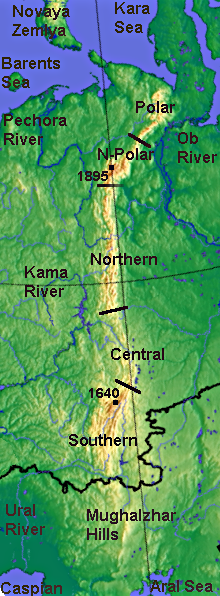
Das Uralgebirge

Das Epos besteht aus 3 Teilen, die sich mit 3 Generationen von Helden (Batiren) befassen, über deren Taten es erzählt. Das Epos spricht über die Entstehung des Urals und endet mit dem Tod des Ural-Batir, wonach sein Körper in den Uraltau (Gebirgszug im Süd-Ural) aufgenommen wird, der das Mutterland der Baschkiren symbolisiert. In dem Epos kommt die Idee des ewigen Lebens zum Ausdruck. Es weist Analogien auf zu Epen anderer Völker (angelsächsisches Beowulf, deutsches Nibelungenlied, mesopotamisches Gilgamesch-Epos oder finnische Kalevala). Das epische Gedicht propagiert die Idee des ewigen Lebens der Nation und die Fähigkeit des Menschen, das Böse zu besiegen. 

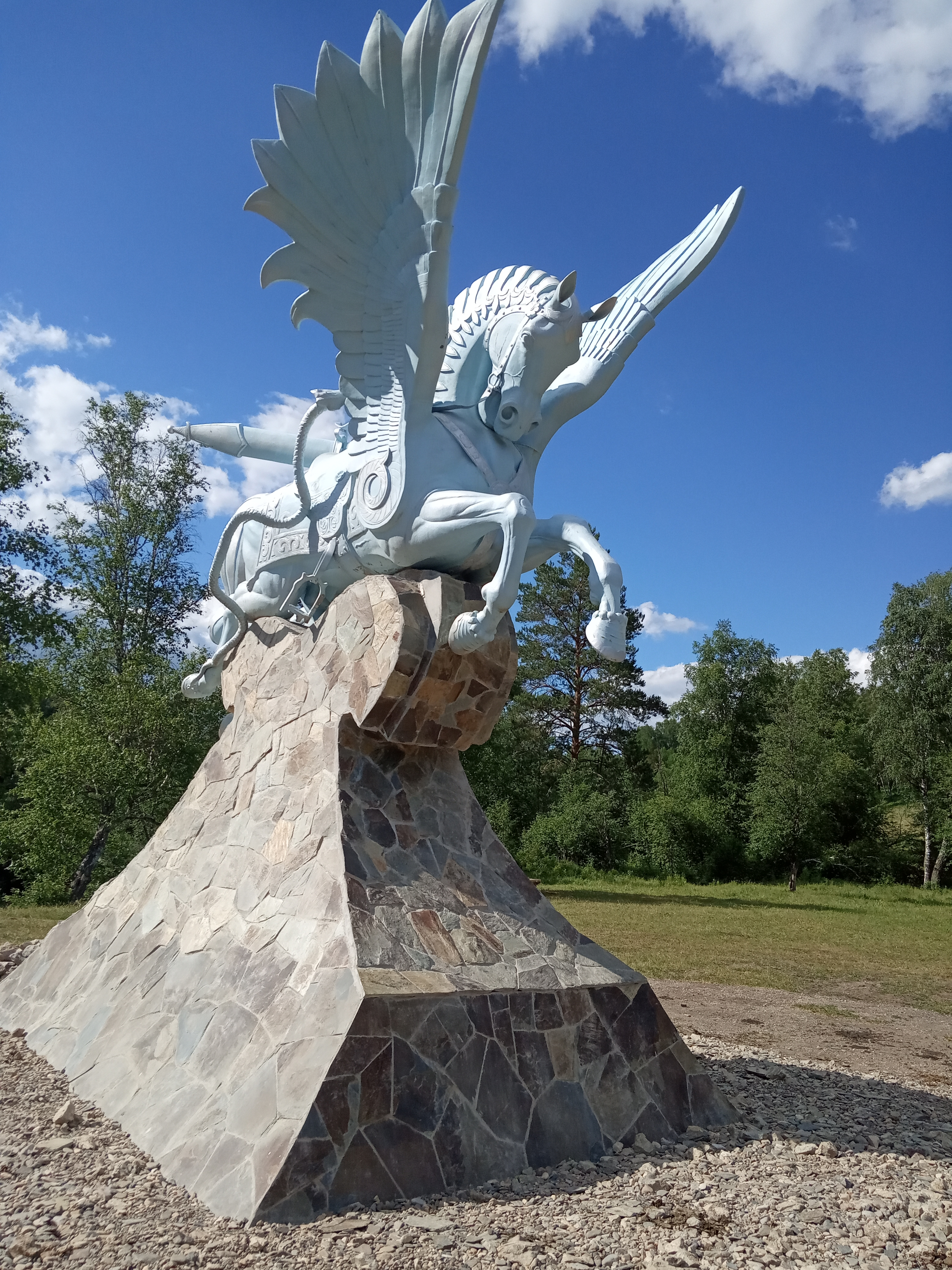
Das Pferd Akbuzat in der Nähe des Jylkysykkan-Sees, Burzjanskij rayon, Baschkortostan (2019)

## Geschichte
Das Epos wurde mündlich von Generation zu Generation von Geschichtenerzählern, den Sesen, weitergegeben. Im Jahr 1910 schrieb Muchametscha Burangulow das Epos auf, das von zwei Kurai-Spielern und Sesen(Dichtern), Gabit Argynbajew (1850–1921) aus dem Aul (Dorf) Idris und Chamit Almuchametow (1861–1923) aus dem Aul Maly Itkul (Gouvernement Orenburg). vorgetragen wurde. Forscher glauben, dass Burangulow mehrmals bei den Sesen gewesen ist und das Epos in mehreren Teilen niedergeschrieben hat. Seitdem sind weitere Versionen des Epos bekannt geworden. Eine Prosaversion von Ismagil Rachmatullin im Dorf Imangul im Rajon Utschaly in Baschkortostan wurde 1956 vom Forscher Achnaf Charisow (im selben Jahr von ihm veröffentlicht) aufgezeichnet. Die Version, die üblicherweise als ätiologischer Mythos bezeichnet wird, wurde 1984 von Schamsia Safargalina im Dorf Gabbas im Rajon Siantschurin in Baschkortostan aufgezeichnet. Im Jahr 1968 wurde das Epos "Ural-Batir" in baschkirischen Sprache in der Zeitschrift "Agidel" in gekürzter Fassung veröffentlicht (von B. Bikbai und A. Charisow). 1972 fand die erste vollständige Veröffentlichung in baschkirischer Sprache statt - im ersten Band der Buchreihe „Baschkirische Volkskunst“. 1975 wurde es im ersten Band der Sammlung „Heroisches Epos der Völker der UdSSR“ in der Reihe „Bibliothek der Weltliteratur“ (Übersetzung von A. Ch. Chakimow, I.S. Kytschakow, A.S. Mirbadalew) sowie in der Serie "Das Epos der Völker der UdSSR" (übersetzt von A. Ch. Chakimow, N. W. Kidaysch-Pokrowskaja, A. S. Mirbadalewa) in gekürzter Fassung veröffentlicht. 1977 wurde der vollständige akademische Text des Epos in Russisch und Baschkirisch publiziert. Zum ersten Mal wurde die tiefe Originalität des Epos "Ural-Batir" in den Arbeiten der Folkloreforscherin Arfo Awetisowna Petrosjan herausgearbeitet. Sie war der erste Forscher, der die Handlungsähnlichkeit des baschkirischen Epos mit dem sumerisch-akkadischen Epos über Gilgamesch entdeckte, kam aber gleichzeitig zu dem Schluss, dass es tiefe Unterschiede in den weltanschaulichen und künstlerischen Konzepten dieser Werke gibt: "Das Hauptmotiv des Epos "Ural-Batir" ist, dass der Mensch stärker ist als alles andere, das Gute ist unzerstörbar. Dem babylonischen Epos liegt eine andere Idee zugrunde – alles kommt vom Willen der Götter." Der Philosoph Damir Walejew sieht den Wert des Epos "als Quelle für das Studium der Geschichte des öffentlichen Bewusstseins und des sozialen Denkens der Baschkiren". Es gibt mehrere Übersetzungen des Epos ins Russische - in Prosaform und als Nachdichtung. Übersetzungen ins Russische wurden von mehreren Schriftstellern und Dichtern geschaffen. Eine Prosatranskription des Epos gibt es vom Schriftsteller Aidar Hussainow, eine russische Nachdichtung von Gasim Schafikow. Im Jahr 2003 wurde in Ufa eine Geschenkausgabe des Epos in drei Sprachen veröffentlicht (Baschkirisches Original, russische Übersetzung von G.G. Schafikow und englische Übersetzung von S.G. Schafikow). Im Jahr 2006 wurde Ural-Batir in deutscher Sprache veröffentlicht, mit Illustrationen von Rais Khalilov und übersetzt von Dr. Alia Taissina.

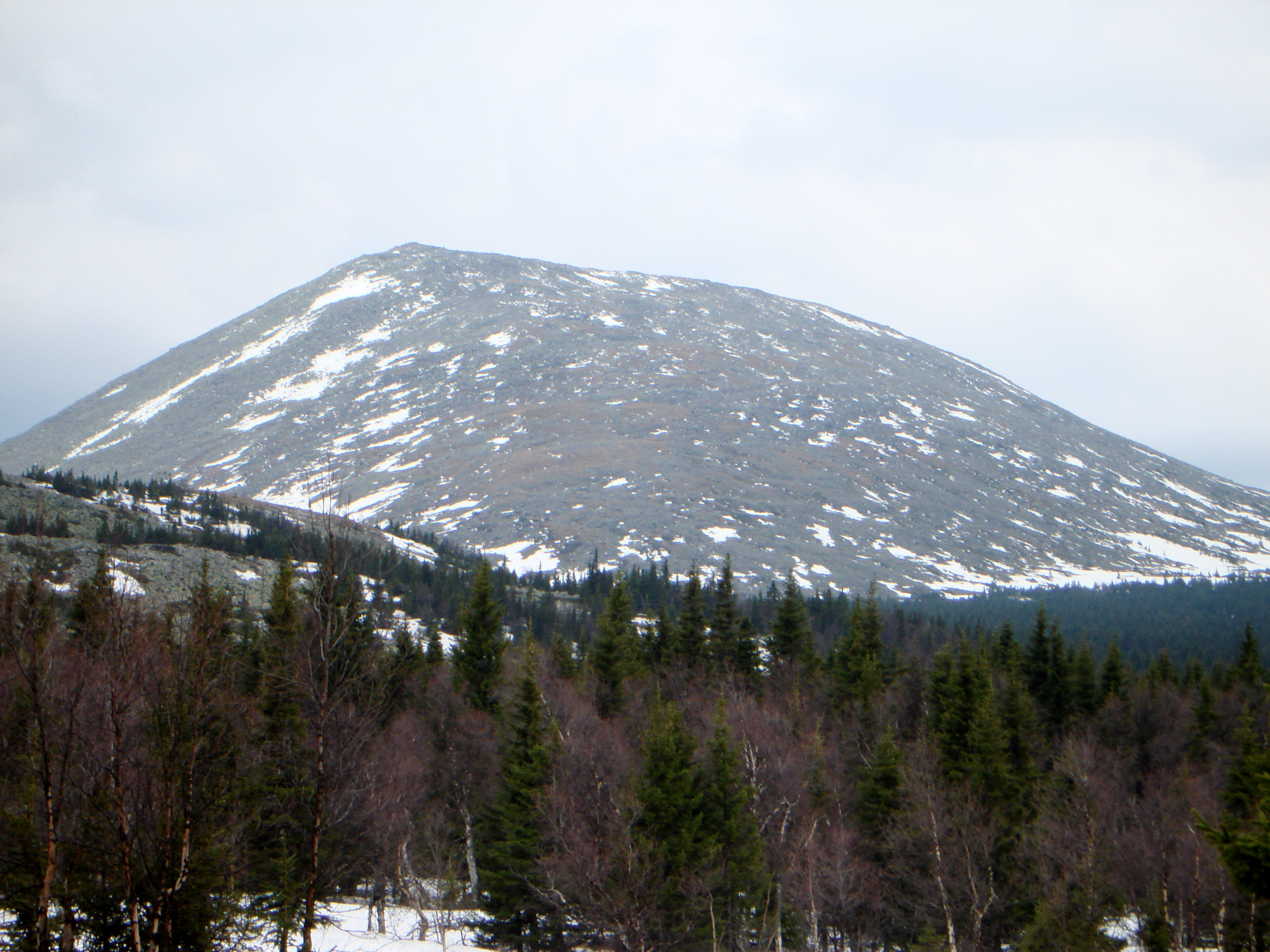
Berg Iremel

Das Epos "Ural-Batir" wurde auch in andere Sprachen der Welt übersetzt (Abchasisch, Hebräisch, Türkisch, Tschuwaschisch, Französisch und andere).
Im Jahr 2007 wurde erstmals der Originaltext Burangulows des "Ural-Batir" veröffentlicht (Schakurowa Sch. R.) Das handschriftliche Manuskript des Epos ist verloren gegangen. Das Original liegt jedoch noch in einer maschinengeschriebenen Kopie in lateinischer Schrift (Verse mit Prosa-Ergänzungen) vor, mit handschriftlichen Korrekturen (wahrscheinlich von M. Burangulow selbst) und wird im Wissenschaftlichen Archiv des Wissenschaftszentrums Ufa der Russischen Akademie der Wissenschaften aufbewahrt. Alle früheren Veröffentlichungen des Epos enthielten Verfälschungen. Die Gründe für die unkritische Veröffentlichung des Epos liegen in der sowjetischen Praxis, Denkmale der Volkskunst zu entstellen und in der Verfolgung baschkirischer Wissenschaftler (Muchametscha Burangulow wurde zweimal Opfer von Repressionen). Beschlüsse des Zentralkomitees der baschkirischen Parteiorganisation der KPdSU verboten eine Reihe von Monumenten der Folklore. In letzter Zeit wurden viele Studien über den Ural-Batir veröffentlicht. Eine eingehende Untersuchung des Epos wird interdisziplinär mit den Methoden von Archäologie, Ethnologie und Linguistik fortgesetzt. In Baschkortostan wird viel getan, um das Epos zu popularisieren. Im Baschkirischen Akademischen Dramatischen Theater "M. Gafuri" wurde das Stück "Ural-Batir" inszeniert. Der populärwissenschaftliche Film „Auf der Suche nach Akbuzat“ entstand, das Touristenprojekt „Der goldene Ring von Baschkortostan: Die Straßen des Epos Ural-Batir“ wurde entwickelt. Jedes Jahr findet ein Wettbewerb für die besten Rezitatoren des Epos in Baschkirisch und anderen Sprachen statt. Das Epos "Ural-Batir" ist eines der "Sieben Wunder von Baschkortostan". Das Epos ist in der TÜRKSOY-Liste des immateriellen Kulturerbes enthalten.

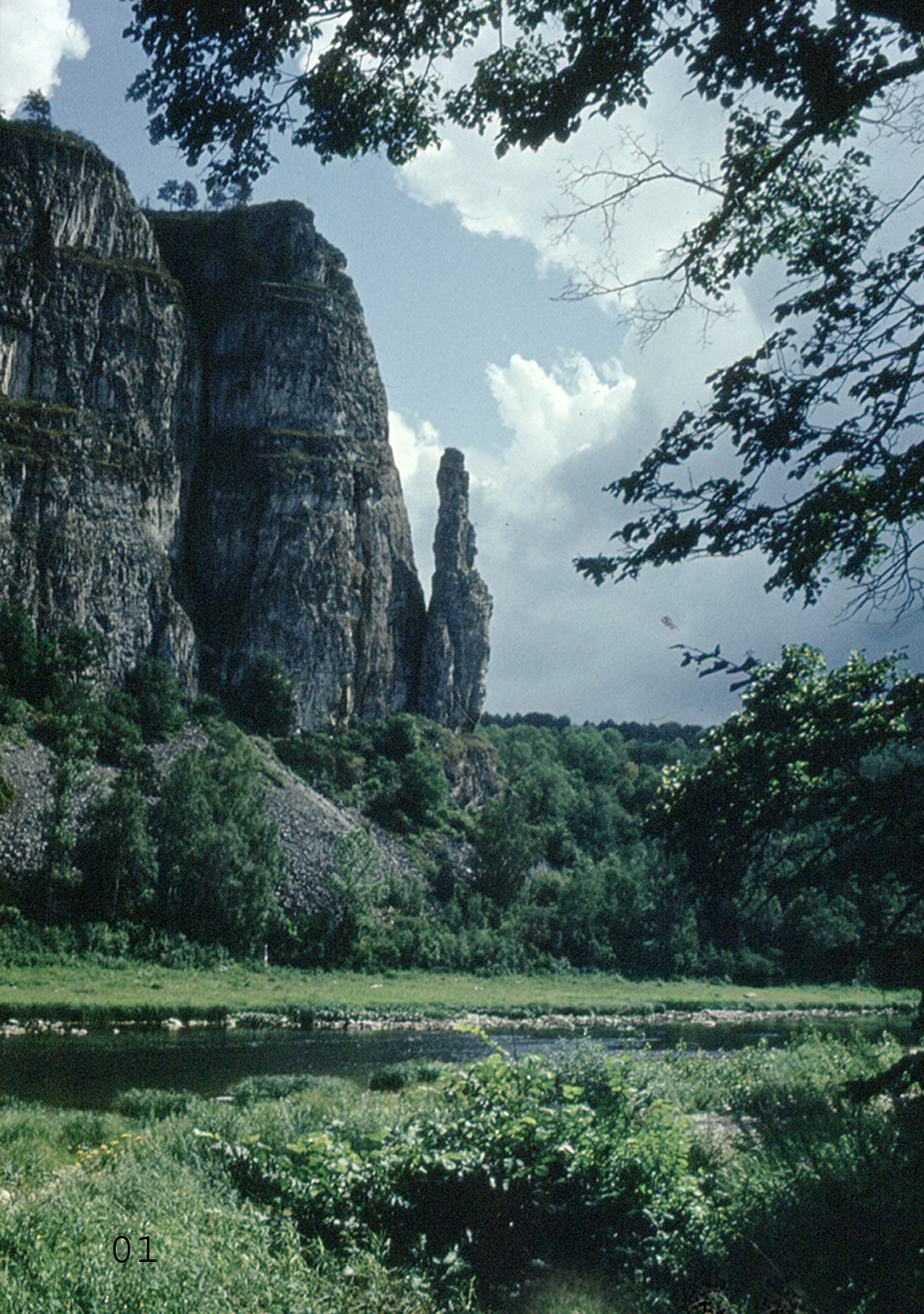
Der Fluss Agidel (Belaja)

## Handlung
Die Handlung des Epos ist ziemlich komplex und basiert auf der Beschreibung des Kampfes des Ural-Batir um das Glück der Menschen mit den bösen Naturgewalten, verkörpert in den Bildern von Drachen (Kachkacha), Diws, Schlangen usw. Die Charaktere der Legende sind Helden und gewöhnliche Bewohner der Erde, himmlische Gottheiten (Padischah der Vögel - Samrau), böse Naturgewalten, Fabelwesen. Es zeigt das Schicksal der Helden dreier Generationen (alter Mann Janbirde und seine Frau Janbike, ihre Kinder – Ural und Schulgen, die Enkel – Jaik, Idel, Nugusch, Hakmar) und besteht dementsprechend aus drei Teilen.
Der erste Teil erzählt von dem alten Mann Janbirde(der-die Seele-einhauchte) und seine ebenfalls schon alten Frau Janbike (die-Seele-des-Lebens), die sich nach dem Willen des Schicksals in einem verlorenen Land befanden. Sie jagen wilde Tiere. Dem Paar werden zwei Söhne geboren - Schulgen und Ural, das traditionelle Motiv des türkisch-mongolischen Epos. Janbirde erzählt den Kindern das Geheimnis der Existenz des Todes (Ulem), der Menschen, Ural zeigt von Anfang an alle Merkmale eines legendären Helden, wie unerschütterlichen Mut, Ehrlichkeit, Freundlichkeit, Empathie und große körperliche Stärke. Im Gegensatz zu seinem listigen und tückischen Bruder Schulgen, ist Ural ein eifriger Feind des Bösen und des Todes, der das Böse verkörpert. Von dem weißen Schwan Humai (Tochter des Samrau), der von Ural-Batir gerettet wurde, erfahren sie von der Existenz der Quelle des Lebens - Janschischma. Janbirde rät seinen Söhnen, Janschischma zu finden und den Tod zu vernichten. Der erste Teil endet damit, dass sich die jungen Batire auf die Suche nach der Quelle der Unsterblichkeit machen.
Der zweite Teil der Legende erzählt von den Aktivitäten der Helden der zweiten Generation - Schulgen und Ural-Batir. Ural-Batir macht auf die Suche nach dem Tod, mit dem Wunsch, ihn zu finden und zu zerstören. Auf seinem Weg trifft er verschiedene Menschen und legendäre Kreaturen und wird oft durch lange Abenteuer aufgehalten. In allen Fällen dienen seine Handlungen dazu, Leben zu retten oder das Böse zu bekämpfen. Mit seinem geflügelten Hengst Akbuzat rettet er junge Männer und Frauen, die vom tyrannischen Padischah Katil für die Opferung vorbereitet wurden, vor dem bevorstehenden Tod, zähmt einen wilden Stier, zerstört eine immense Anzahl von Diws, heiratet die legendäre Humai, das Schwanenmädchen, und schlägt schließlich Azraka, den Padischah der Diws, aus dessen Leiche der Berg Jamantau im Südural entsteht. Breiten Raum nehmen auch die Aktivitäten von Urals Bruders Schulgen ein, der in das Lager der Feinde überlief. Ural-Batir stirbt in seinem letzten Kampf mit den Diws, als er gezwungen ist, einen ganzen See auszutrinken, in dem sie sich vor ihm versteckt hatten, aber durch seine Initiative können seine Söhne die Diws besiegen.
Der dritte Teil des Gedichts ist den Heldentaten der Söhne des Ural-Batir gewidmet, der Besiedlung des Urallandes mit Menschen, Tieren und Vögeln. Das Epos über den Ural ist sehr reich an Symbolen, Archetypen des kollektiven Unbewussten: hellseherische Drachen: der alte weise hellseherische Drache; Göttliches Kind Ural; ein mächtiger Begleiter des Helden - das Himmelspferd Akbuzat, später der Gefährte des Ural; sieben Diws am Himmel - das Sternbild Großer Wagen; Drache mit großem Schlüssel; Zauberstab; lebendige Quelle - lebendiges Wasser; der Padischah der Vögel ist Samrau, der Ehemann der Sonne und des Mondes, gleichzeitig der Vater von Humai und Aihilu - diesen erstaunlichen Symbolen der Anima; die Wahl seiner selbst als Bräutigam durch das Mädchen Humai (stellt Rätsel, Tests für Loyalität, Ehrlichkeit); Himmlisches (oder göttliches) Paar Ural und Humai, Vierheit - 4 Batire, 4 Söhne (Hakmar betrachtet sich auch als Sohn des Ural); erstaunliche sprechende und wissende Tiere - die Verkörperung menschlicher Qualitäten (Stier, Löwe, Hund, Falke, Vögel usw.); das polysemantische Symbol von Sarkum (die Hirschjagd ist eine der unzähligen Allegorien, die den Geschlechtsverkehr bezeichnen, die Schlange ist ein Symbol sowohl für positives als auch für negatives, kann sich in eine Person verwandeln); Stein und seine Umwandlung; das Feuer; Globale Flut; Todessymbol; Zahlen - Archetypen der Ordnung (sieben ist die Anzahl der Planetengötter der Alten, die Zahl sieben symbolisiert sieben Sterne, Planetengottheiten, die sich laut Alchemisten in einer Höhle tief in der Erde befinden; das Unbewusste verwendet die Zahl als Ordnungsfaktor, Zahlen existierten vor der Entstehung des Bewusstseins); Symbole des Schattens - eine Höhle, ein Kerker, ein Abstieg in eine tiefe Quelle, Blut in Muscheln als Symbol für bösen Geist, hitzige Wut und sinnliche Süchte; Ural-Berg als Symbol der Selbstheit, ein Symbol für die Bildung einer integralen Persönlichkeit; Opfer an den bösen Padischah Katil, das Thema des Opfers eines Batirs oder des Todes eines Helden (was notwendig ist, um Stolz zu heilen, sich zu zeigen). Die Ehe des Ural, wenn die Verantwortungslosigkeit der Kinder beim Eintritt in die Gesellschaft verschwindet; schmerzhafte Unterwerfung unter Disziplin; Die Archetypen des Schattens (Schulgen), Anima, Animus, des Alten Weisen und anderer, die die Welt des Bewusstseins und die Welt des Unbewussten verbinden, sind die Mittel der „spirituellen Wiedergeburt“, der Individualisierung.